# Campionati europei di ciclismo su strada 2019 - Cronometro femminile Elite
La cronometro femminile Elite dei Campionati europei di ciclismo su strada 2019, quarta edizione della prova, si disputò l'8 agosto 2019 su un percorso di 22,4 km con partenza ed arrivo ad Alkmaar, nei Paesi Bassi. La medaglia d'oro fu appannaggio dell'olandese Ellen van Dijk, il quale completò il percorso con il tempo di 28'07"73, alla media di 47,78 km/h; l'argento andò alla tedesca Lisa Klein e bronzo all'altra olandese Lucinda Brand.
Sul traguardo 31 cicliste su 31 partenti, portarono a termine la competizione.

## Ordine d'arrivo (Top 10)
| Pos. | Corridore          | Squadra     | Tempo    |
| ---- | ------------------ | ----------- | -------- |
| 1    | Ellen van Dijk     | Paesi Bassi | 28'07"73 |
| 2    | Lisa Klein         | Germania    | a 30"    |
| 3    | Lucinda Brand      | Paesi Bassi | a 52"    |
| 4    | Vita Heine         | Norvegia    | a 54"    |
| 5    | Anna Kiesenhofer   | Austria     | a 1'03"  |
| 6    | Mieke Kröger       | Germania    | a 1'07"  |
| 7    | Hayley Simmonds    | Regno Unito | a 1'14"  |
| 8    | Pernille Mathiesen | Danimarca   | a 1'15"  |
| 9    | Alice Barnes       | Regno Unito | s.t.     |
| 10   | Kelly Murphy       | Irlanda     | a 1'31"  |